# Lapeyrouse-Mornay
Lapeyrouse-Mornay este o comună în departamentul Drôme din sud-estul Franței. În 2009 avea o populație de 1.095 de locuitori.

## Evoluția populației
| An        | 1975 | 1982 | 1990 | 1999 | 2006  | 2009  |
| --------- | ---- | ---- | ---- | ---- | ----- | ----- |
| Populație | 599  | 615  | 723  | 805  | 1.015 | 1.095 |